# Beryl Smalley
Beryl Smalley (Stockport Etchells, 3 giugno 1905 – 4 aprile 1984) è stato un storica, medievista e biblista inglese.
È nota soprattutto per il suo volume intitolato The Study of the Bible in the Middle Ages, pubblicato per la prima volta nel '41 e riveduto numerose volte, che gettò le basi dello studio moderno della Bibbia popolare medievale la cui trasmissione con testi nelle lingue vernacolari spesso differiva dalla versione ufficiale e codificata dalla Chiesa.

## Biografia

### Educazione
Beryl Smalley nacque il 3 giugno 1905 a Highfield House, Stockport Etchells, primogenita dei sei figli di Edgar Smalley, uomo d'affari di Manchester, e Constance Lilian Bowman. A 13 anni, Beryl fu inviata al Cheltenham Ladies College. Nel 1923 vinse una borsa di studio per il St Hilda's College di Oxford dove studiò dal 1924 al 1927 come allieva di Agnes Ley. Dopo la laurea, fu assistente ricercatrice di F. M. Powicke. Nel 1929 si recò a Parigi per motivi di studio e si convertì al cattolicesimo. Nel 1930 ottenne il dottorato all'Università di Manchester.

### Carriera
Tra il 1931 e il 1935, Smalley insegnò al Royal Holloway College, quando lasciò l'incarico per diventare ricercatrice al Girton College di Cambridge. In seguito, fu temporaneamente assistente per i manoscritti occidentali presso la Bodleian Library di Oxford e, nel 1944, divenne tutor di storia al St Hilda's College, posizione in cui rimase fino al 1969, mentre dal 1957 in poi fu anche vicepreside del college. Una delle sue allieve più importanti fu Jennifer Loach, storica dell'Inghilterra dell'età dei Tudor, stimata a livello internazionale e borsista al Somerville College di Oxford. Smalley scoprì le lezioni bibliche perdute di John Wycliffe, sebbene non nutrisse simpatia per quest'uomo. 
Secondo R. W. Southern, "non poteva tollerare la sua stridenza e il suo mettere la Bibbia al di sopra della Chiesa".
Smalley fu membro del gruppo degli storici marxisti fino al 1956, quando il gruppo fu in procinto di sciogliersi. In seguito tenne le Ford Lectures su Tommaso Becket.
Fu notevolmente influenzata dalla femminista Sheila Rowbotham.

## Onori
Nel 1963 Smalley fu eletta fellow della British Academy (FBA). Nel 1985 fu pubblicato un festschrift in sua memoria, intitolato Bible in the Medieval World: Essays in Memory of Beryl Smalley, a cura di Katherine Walsh e Diana Wood.

## Vita privata
In un libro di memorie scritto dopo la sua morte, il collega medievista Richard William Southern descrisse la Smalley in questi termini:
Non si sposò mai e morì a Oxford dopo una breve malattia nel 1984. Dopoché il suo chirurgo le disse che le rimanevano solo pochi mesi di vita, finì il più possibile il suo lavoro e distrusse il resto.
(Southern, R. W. (1987). Smalley, Beryl, 1905-1984.)
Morì il 6 aprile 1984.

## Opere (selezione)
- The Study of the Bible in the Middle Ages, 1940 (3rd ed. 1983)
- Historians in the Middle Ages, 1974, Thames and Hudson, ISBN 0-684-14121-3
- The Becket Conflict and the Schools: a Study of Intellectuals in Politics in the Twelfth Century, 1973
- The Gospels in the Schools, c. 1100 – c. 12801985
- Studies in Medieval Thought and Learning from Abelard to Wyclif
- English friars and antiquity in the early fourteenth century, 1960
- Exempla in the commentaries of Stephen Langton, 1933
- Medieval exegesis of wisdom literature : essays  by Beryl Smalley; edited by Roland E. Murphy. 1986
- Studies in medieval thought and learning : from Abelard to Wyclif, 1981.